# Distretto di Ibrány
Il distretto di Ibrány (in ungherese Ibrányi járás) è un distretto dell'Ungheria, situato nella provincia di Szabolcs-Szatmár-Bereg.